# فيضان مصر 2016
فيضان مصر عام 2016 كارثة طبيعية أثرت على محافظات أسيوط والبحر الأحمر وسوهاج وجنوب سيناء وقنا في مصر في أواخر أكتوبر وأوائل نوفمبر. وقد أثر سلبًا على الحياة اليومية، وخلف خسائر مادية وبشرية . 
لقد أجبرت الأمطار الغزيرة المصحوبة برياح عاتية السلطات على إغلاق أربعة موانئ بحرية في محافظتي السويس وبورسعيد، وإغلاق الطرق الرئيسية وبعض المدارس، وتم نقل مساعدات عاجلة من الغذاء والمأوى والمياه والصرف الصحي بما لا يقل عن 6,500 أسرة و ما يقارب 32,500 شخص . 

### الأسباب الرئيسية
- الأمطار الغزيرة : هطول أمطار غزيرة جدًا في فترة قصيرة، خاصة في محافظات البحر الأحمر (مثل: رأس غارب) وسوهاج وقنا وأسيوط وجنوب سيناء، سجلت مدينة الغردقة.
- ضعف البنية التحتية : افتقار بعض المناطق المتضررة للبنية التحتية المناسبة لمواجهة مثل هذه السيول، مثل شبكات الصرف الصحي والتصريف التي لا تستطيع استيعاب الكميات الكبيرة من المياه.

- الطبيعة الجغرافية: المناطق الجبلية والصحراوية في صعيد مصر والبحر الأحمر، على الرغم من قلة الأمطار فيها عادة، إلا أنها عندما تهطل الأمطار بغزارة، تتسبب في تشكل سيول جارفة عبر الوديان.

### الآثار المترتبة
الخسائر البشرية : أسفرت الفيضانات عن وفاة ما لا يقل عن 26 شخصًا وإصابة72 آخرين.
الخسائر المادية : جرف المنازل وتدميرها ، خاصة في المناطق الفقيرة ذات بنية تحتية ضعيفة ، وإغلاق الطرق الرئيسية مما أدى غلى شلل تام في الحركة المرورية وقطع الاتصالات ، تضرر المنشآت الحكومية و المدراس و المرافق العامة، انقطاع التيار الكهربائي وخطوط الهاتف في العديد من المناطق ، تأثر القطاع الزراعي في بعض المناطق .
التأثير على الحياة العامة : تسببت الفيضانات في تعطيل الحياة اليومية في المناطق المتضررة، مع حاجة آلاف العائلات للمساعدات الطارئة من غذاء ومأوى ومياه نظيفة وصرف صحي.
قامت الحكومة المصرية والجمعيات الإغاثية بجهود لتقديم المساعدة للمتضررين وتقييم الأضرار، كما سلطت هذه الفيضانات الضوء على الحاجة الملحة لتحسين البنية التحتية وانظمة التصريف في المناطق المعرضة للسيول في مصر. 

## روابط خارجية
- http://reliefweb.int/disaster/fl-2016-000114-egy
- http://floodlist.com/africa/egypt-deadly-flash-floods-hit-sohag-red-sea